# خورشیدگرفتگی ۵ فوریه ۲۰۴۶
خورشیدگرفتگی ۵ فوریه ۲۰۴۶ (به انگلیسی: Solar eclipse of February 5, 2046) یک خورشیدگرفتگی از نوع خورشیدگرفتگی حلقه‌ای است. این خورشیدگرفتگی در تاریخ ۵ فوریه ۲۰۴۶ میلادی (‎۱۷ بهمن ۱۴۲۴ خورشیدی) روی خواهد داد که زمان اوج آن، ساعت ۲۳:۰۶:۲۶ به‌وقت ساعت هماهنگ جهانی است. مدت زمان و طول این خورشیدگرفتگی ۹ دقیقه و ۴۲ثانیه خواهد بود.